# ويليام هنري اندروز
ويليام هنري اندروز (بالإنجليزية: William Henry Andrews) هو سياسي أمريكي، ولد في 14 يناير 1846 في الولايات المتحدة، وتوفي في 16 يناير 1919 في كارلسباد في الولايات المتحدة. حزبياً، نشط في الحزب الجمهوري. وقد انتخب عضو مجلس ولاية بنسيلفانيا وانتخب عضو مجلس نواب بنسيلفانيا.